# Siba, Gansu
Siba (kinesiska: 四坝) är en köping i nordvästra Kina. Den ligger i stadsdistriktet Liangzhou i staden Wuwei i provinsen Gansu, omkring 250 kilometer nordväst om provinshuvudstaden Lanzhou.